# 大谷泰彦
大谷 泰彦（おおたに やすひこ、1959年2月8日 - ）は、主に山口県で活躍しているローカルタレント、ラジオパーソナリティーである。

## 経歴
山口県長門市出身。山口県光市在住。山口県立鹿野高等学校（現山口県立徳山高等学校鹿野分校）、近畿大学卒業。カラオケの講師などを経て、26歳でラジオリポーターとしてデビュー。かつては広島県内に本社を置く民間放送局の番組にも出ていたことがある。イベントの司会・結婚式の司会・講演なども精力的に行っている。

## 人物
特技は、ギター演奏。趣味は、映画鑑賞。通称ヤスベェ。阿波踊りの名取を所有。

## 出演番組

### テレビ
- ムーブマン・ネオ（テレビ山口、毎月第4土曜 18:55～19:00）（2016年10月22日～）[3]

### ラジオ
- なべ&ヤスベェの元・motto・みゅーじっく（山口放送、毎週日曜 11:00～11:30）
- ヤスベェの明日転機になぁれ！[4]（山口放送、毎週日曜 17:00〜17:30）
- YASUBE PRESENTS THE mouVment（エフエム山口、毎週日曜 18:30〜18:55）
- MIKKOとヤスベェのHey!Girl Hey!Boy（エフエム山口、毎週日曜日 19:00〜19:30）
- ヤスベェの人生100歳満点(山口放送、毎週土曜日7:00~7:30)

### 過去

#### テレビ
- 柏村武昭のテレビ宣言（広島テレビ放送、1993〜2001年）
- テレビ宣言にゅー（広島テレビ放送、2001〜2003年）
- 林竹洋子のおしゃべり土曜日（テレビ山口、1989？〜1993年）
- 県民クイズ（テレビ山口、1990〜1991）
- ザ・プライス（テレビ山口、2002.5〜2002.9）
- サタスパ（テレビ山口、1993〜1994年）
- かっぱちTVサタスパ!（テレビ山口、1994〜2000年）
- 5時からワイド（山口朝日放送、1999〜2000年）
- とれたてテレビ（山口朝日放送、2001〜2002）
- ヤスベエの“幸せます!”（山口ケーブルビジョン、2005〜2008）
- ヤスベェの聞きジョーズ（アイ・キャン（CATV））

#### ラジオ
中国放送
- 柏村武昭の土曜日ドンドン歌謡曲（1985年4月〜1989年3月）[1]
- もっと基町パラダイス（1986年）※途中で「もっと基町パラダイス 炎の友情」に改題。
- 柏村・ヤスベェのサテライトNo.1（1995〜1996年）

※1972〜1988年に放送された「柏村武昭のサテライトNo.1」を1年間だけ復活させたもの。
山口放送
- サンパークでやぁ！ヤスベェです('87.4〜'89.3)
- ヤスベェの"一丁ヤマカン！クイズ上か下か？"('90.4〜'92.9)
- 恋人はナビゲーター"Mr.ヤスベェの大きなお世話"('91.2〜'93.12)
- ヤスベェの"元気にチャレンジ"('93.6〜'93.9)
- ナベ＆ヤスベェの向かう所敵なし('94.4〜'97.3)
- 青空ラジオ(97.4〜'99'.3)
- ヤスベェの沸騰王('00.4〜'02.3)
- ヤスベェのVIVA親父('07.10〜'11.9、毎週日曜日　17:00-17:30)

エフエム山口
- マンスリーオールナイト('86.2〜'87.3) [1]
- コットンクラブ('88.4〜'89.3)
- きおつけ！ヤスベェ('90.1〜'99.3)
- サウンドタイムマシーン('98.4〜'00.6)

## 出演ステージ
- リブレホーム第2回お客様大感謝祭（2011年10月29日、山口グランドホテル）[5]
- 第35回松星苑ふれあい祭（2014年5月31日、下松市）[6]
- 第8回金冠黒松「酒祭」〜周防岩国地産地奏文化祭〜（2014年5月31日、岩国市）[7]
- 第9回金冠黒松「酒祭」〜周防岩国地産地奏文化祭〜（2015年4月19日、岩国市）
- 連合山口第87回メーデーEXPO2016イベントカップリングコンパ（2016年4月29日、山口きらら博記念公園）

## リンク
- 大谷泰彦　FM山口ホームページ内にて
- 大谷泰彦 オフィシャルブログ